# Olbramovice (Benešovi járás)
Olbramovice település Csehországban, a Benešovi járásban. Olbramovice Bystřice, Votice és Vrchotovy Janovice településekkel határos. Lakosainak száma 1418 fő (2024. január 1.).

## Népesség
A település lakosságának változását az alábbi diagram mutatja:
| Lakosok száma | 1973 | 1710 | 1712 | 1278 | 1185 | 1105 | 1231 | 1247 | 1355 | 1418 |
|               | 1869 | 1890 | 1921 | 1950 | 1980 | 2001 | 2017 | 2019 | 2022 | 2024 |